# Liste der Bodendenkmäler in Falkenberg (Oberpfalz)
Auf dieser Seite sind die Bodendenkmäler in dem Oberpfälzer Markt Falkenberg zusammengestellt. Diese Tabelle ist eine Teilliste der Liste der Bodendenkmäler in Bayern. Grundlage ist die Bayerische Denkmalliste, die auf Basis des Bayerischen Denkmalschutzgesetzes vom 1. Oktober 1973 erstmals erstellt wurde und seither durch das Bayerische Landesamt für Denkmalpflege geführt wird. Die folgenden Angaben ersetzen nicht die rechtsverbindliche Auskunft der Denkmalschutzbehörde.

## Bodendenkmäler in Falkenberg
| Lage                                                                   | Objekt | Akten-Nr.     | Bild           |
| ---------------------------------------------------------------------- | --- | ------------- | -------------- |
| (Standort)                                                             | Spätpaläolithische und mesolithische Freilandstation. | D-3-6139-0010 |                |
| (Standort)                                                             | Spätpaläolithische Freilandstation. | D-3-6139-0011 |                |
| (Standort)                                                             | Mesolithische Freilandstation. | D-3-6139-0013 |                |
| (Standort)                                                             | Spätpaläolithische und mesolithische Freilandstation. | D-3-6139-0019 |                |
| (Standort)                                                             | Spätpaläolithische und mesolithische Freilandstation. | D-3-6139-0020 |                |
| (Standort)                                                             | Spätpaläolithische und mesolithische Freilandstation, vorgeschichtliche Siedlung, verebneter spätmittelalterlicher Pechofen.                                                                         | D-3-6139-0021 |                |
| westlich der Einmündung des Gänsknickbaches in den Frombach (Standort) | Mittelalterlicher Burgstall | D-3-6139-0025 | weitere Bilder |
| (Standort)                                                             | Mittelalterlicher Burgstall „Altneuhaus“. | D-3-6139-0026 | weitere Bilder |
| (Standort)                                                             | Mittelalterlicher Burgstall „Schwarzenschwall“. | D-3-6139-0027 | weitere Bilder |
| (Standort)                                                             | Abri mit Funden des Spätpaläolithikums, des Mesolithikums und der Urnenfelderzeit. | D-3-6139-0028 |                |
| (Standort)                                                             | Spätpaläolithische Freilandstation. | D-3-6139-0061 |                |
| (Standort)                                                             | Spätpaläolithische Freilandstation. | D-3-6139-0062 |                |
| (Standort)                                                             | Spätpaläolithische und mesolithische Freilandstation. | D-3-6139-0063 |                |
| (Standort)                                                             | Archäologische Befunde des Mittelalters und der frühen Neuzeit im Bereich der katholischen Pfarrkirche St. Pankratius in Falkenberg, darunter die Spuren von Vorgängerbauten bzw. älteren Bauphasen. | D-3-6139-0081 |                |
| (Standort)                                                             | Archäologische Befunde des Mittelalters und der frühen Neuzeit im Bereich der Burg Falkenberg, darunter Spuren von Vorgängerbauten bzw. älteren Bauphasen und der abgegangenen Vorburg.              | D-3-6139-0082 |                |
| (Standort)                                                             | Historischer Bestattungsplatz, historische Wolfsgrube. | D-3-6139-0085 |                |
| (Standort)                                                             | Spätpaläolithische Freilandstation. | D-3-6139-0086 |                |
| (Standort)                                                             | Frühneuzeitliche Wüstung „Hanfmühle“. | D-3-6139-0091 |                |
| (Standort)                                                             | Frühneuzeitliche Wüstung „Troglauermühle“. | D-3-6139-0096 |                |